# Опока-Дужа
Опока-Дужа (пол. Opoka Duża) — село в Польщі, у гміні Аннополь Красницького повіту Люблінського воєводства.
Населення — 403 особи (2011).
У 1975-1998 роках село належало до Тарнобжезького воєводства.

## Демографія
Демографічна структура станом на 31 березня 2011 року:
|          | Загалом | Допрацездатний вік | Працездатний вік | Постпрацездатний вік |
| -------- | ------- | ------------------ | ---------------- | -------------------- |
| Чоловіки | 210     | 36                 | 150              | 24                   |
| Жінки    | 193     | 28                 | 108              | 57                   |
| Разом    | 403     | 64                 | 258              | 81                   |